# Doricha enicura
'Colibri-de-cauda-fina ou tosquiadeira-fina (Doricha enicura) é uma espécie de ave da família Trochilidae (beija-flores).
Pode ser encontrada nos seguintes países: El Salvador, Guatemala, Honduras e México.
Os seus habitats naturais são: regiões subtropicais ou tropicais húmidas de alta altitude e florestas secundárias altamente degradadas.